# Paul Onclinx
Paul Onclinx (1917-1980) foi um arquiteto belga que emigrou ao Brasil em novembro de 1957, onde atuou na construção da então nova capital Brasília.

## Biografia
Paul Onclinx nasceu na cidade belga de Sint-Truiden no dia 10 de novembro de 1917 e estudou arquitetura na Escola Saint-Luc, na cidade belga de Liège. Por razões de saúde, pois sofria de asma, mudou-se, junto com a esposa Madelein Fieve Onclinx, para o Brasil em novembro de 1957. Madeleine , por sua vez, trabalhou num banco internacional, foi vice-presidente, presidente e conselheira da Câmara de Comércio Belgo-Luxemburguesa no Brasil e representante do Porto de Antuérpia em São Paulo.